# Alsófügöd
Alsófügöd est une ancienne commune rattachée en 1936 au village de Fügöd, dans le département de Borsod-Abaúj-Zemplén en Hongrie.